# Josephus de Hymneschrijver

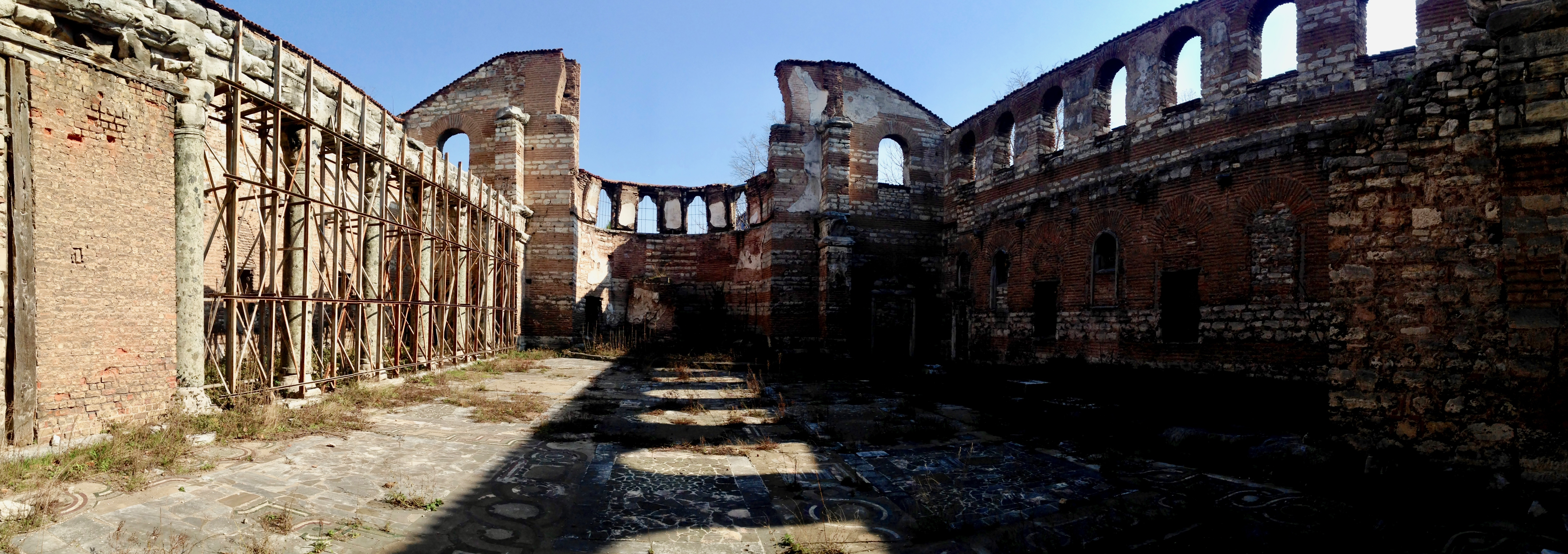
Voormalig Stoudiosklooster in Istanbul; onder meer hier componeerde Josephus

Josephus Ymnografos of de Hymneschrijver (Syracuse, circa 816 – Thessaloniki, 3 april 886) was een Grieks-orthodox hiëromonnik en abt die actief was in het Byzantijnse Rijk. Josephus is bekend om de talrijke hymnes die hij schreef over heiligen van de Grieks-orthodoxe heiligenkalender.

## Levensloop
Josephus werd geboren in Syracuse in een periode dat Sicilië deel uitmaakte van het Byzantijnse Rijk. In zijn kindertijd vluchtte Josephus met zijn ouders naar de Peloponnesos op het Griekse vasteland. Arabische legertroepen vielen toen Sicilië binnen, onder commando van Asad ibn al-Furat, hoofd van het Arabische invasieleger in Sicilië. 
Als jongeman werd Josephus monnik in het Latomosklooster in Thessaloniki. De aartsbisschop van Thessaloniki wijdde hem tot priester-monnik of hiëromonnik circa 840. 
Op een dag bezocht Gregorius uit Decapolis in Isaurië het klooster. Deze monnik was Constantinopel ontvlucht omdat keizer Theophilos de tweede Byzantijnse iconoclastenstrijd voerde. Niettemin reisde Josephus mee met Gregorius terug naar Constantinopel circa 840. Gregorius introduceerde hem in het gerenomeerde Stoudiosklooster. Josephus werd een tegenstander van de iconoclasten, zoals zijn leermeester Gregorius dat was. Deze laatste stuurde Josephus naar Rome in het jaar 841 omdat paus Leo III Byzantijnse monniken uitnodigde om hem over het iconoclasme in te lichten. Onderweg namen piraten Josephus gevangen. Josephus belandde in een slavenjob op Kreta. Na meer dan een jaar slavenarbeid keerde Josephus naar Constantinopel weer; enkele vrome personen hadden hem vrijgekocht. Zelf zei Josephus dat de heilige Nicolaas van Myra hem uit gevangenschap leidde.
In 842 overleed keizer Theophilos en werd de iconenverering toegelaten. In deze periode overleed ook zijn leermeester Gregorius. 
Circa 850 stichtte Josephus een heremietenklooster. Hij startte met de verering van de relieken van zijn leermeester Gregorius. Dit was in de buurt van Constantinopel. Josephus was er abt.
In 855 stuurde regentes Theodora II Josephus in ballingschap. Josephus had het aangedurfd overspel van haar broer en sterke man Bardas publiek te veroordelen. Josephus ging in ballingschap naar de Krim, dat onder het gouvernement in Cherson stond. Bardas werd vermoord in 867, waarna Josephus terugkeerde naar Constantinopel.
De patriarch van Constantinopel Ignatius I benoemde Josephus tot skeuophylax of bewaarder van het liturgisch vaatwerk, iconen en relikwieën in de Hagia Sophia. Nadat Ignatius I was opgevolgd door zijn tegenstander Photius I bleef Josephus in de gunst staan van het patriarchaat. Ten gevolge van het Fotisch schisma moest Photius I in ballingschap gaan. Josephus volgde hem in ballingschap. Josephus stierf uiteindelijk, na een laatste verblijf in Constantinopel, jaren later in Thessaloniki.

## Werken
Josephus is de auteur van talrijke odes aan heiligen. Hij wordt aanzien als de auteur van het grootste deel van de Paracletica ofwel Groot Octaecho. Dit is een liturgisch handboek dat naast de missaal van de heilige Johannes van Damascus, de hymnes dag per dag voor liturgisch gebruik bevat.

## Heilige
Josephus de Hymneschrijver is heilig verklaard in de Grieks-orthodoxe Kerk en de Rooms-Katholieke Kerk meer bepaald in de Oosters-katholieke Kerken die in unie zijn met Roomse Kerk.